# ZARD PREMIUM BOX 1991-2008 Complete Single Collection
『ZARD PREMIUM  BOX 1991-2008 Complete Single Collection』（ザード・プレミアム・ボックス・いちきゅうきゅういち・にいぜろぜろはち・コンプリート・シングル・コレクション）は、2008年5月28日に発売されたZARDのCD49枚・DVD1枚、計50枚組のCD-BOXである。CDコードはJBCD-2008（1-49）。

## 解説
- これまでに発売されたZARDのシングル全44枚に、コラボレーションしたシングル5枚が追加された、（発売当時の）シングルコンプリートボックスセット。CDの他に特典DVD（約14分。DVDに振られている規格品番は、JBBB-2008）、ディスコグラフィー冊子、アルバムジャケットカード（19枚）が付属している。なお、CDショップ等で購入すると、オリジナルペーパーバッグが付属してくることがあった。
- 2002年にファンクラブ会員限定で、1st～33rdシングルおよび『約束のない恋」を収録したCD34枚組の『PREMIUM BOX 1991-2001』が発売されていた。今回の『Premium Box 1991-2008』では、その内容をすべて収録の上、以降に発売されたシングル等も加わり、上位互換となっている。
- 『PREMIUM BOX 1991-2001」所持者に配慮して、差分パッケージ『ZARD PREMIUM BOX 2002-2008』がファンクラブで受注限定販売されていた（内容は、『PREMIUM BOX 1991-2001』に収録されていない34th〜44thシングル、『果てしない夢を』『クリスマス タイム』『LOVE 〜眠れずに君の横顔ずっと見ていた〜』『異邦人』のCD15枚組に、『Premium Box 1991-2008』と同一内容である特典が含まれている）。
- それぞれのCDの内容は、原則として当時発売された各シングル（通常版）と同じ音質・内容である。シークレットトラックもそのまま収録。ただし、『異邦人』は「雨の街を」と同カラオケが含まれていない特別仕様。また、『MIND GAMES』と『果てしない夢を』は、オリジナルシングル発売時に複数のミックス違いが出ているため、そのうちの一つが収録された。

## 収録曲

### ZARDシングル曲
1. Good-bye My Loneliness
2. 不思議ね…
3. もう探さない
4. 眠れない夜を抱いて
5. IN MY ARMS TONIGHT
6. 負けないで
7. 君がいない
8. 揺れる想い
9. もう少し あと少し…
10. きっと忘れない
11. この愛に泳ぎ疲れても／Boy
12. こんなにそばに居るのに
13. あなたを感じていたい
14. Just believe in love
15. 愛が見えない
16. サヨナラは今もこの胸に居ます
17. マイ フレンド
18. 心を開いて
19. Don't you see!
20. 君に逢いたくなったら…
21. 風が通り抜ける街へ
22. 永遠
23. My Baby Grand 〜ぬくもりが欲しくて〜
24. 息もできない
25. 運命のルーレット廻して
26. 新しいドア 〜冬のひまわり〜
27. GOOD DAY
28. MIND GAMES
3つのミックス違いが確認されているうち、キーが高いものを収録。
29. 世界はきっと未来の中
30. 痛いくらい君があふれているよ
31. この涙 星になれ
32. Get U're Dream
33. promised you
34. さわやかな君の気持ち
35. 明日を夢見て
36. 瞳閉じて
37. もっと近くで君の横顔見ていたい
38. かけがえのないもの
39. 今日はゆっくり話そう
40. 星のかがやきよ／夏を待つセイル（帆）のように
41. 悲しいほど貴方が好き／カラッといこう!
42. ハートに火をつけて
通常盤仕様のため、DIMENSIONの小野塚晃による「ハートに火をつけて 〜ピアノ・インストゥルメンタル・バージョン〜」は未収録。
43. グロリアス マインド
44. 翼を広げて／愛は暗闇の中で

### 追加収録
1. 果てしない夢を（「ZYYG,REV,ZARD&WANDS featuring 長嶋茂雄」名義）
シングル盤面自体は白レーベル（通常盤）になっているが、収録されているのは黒レーベル（限定盤）仕様の音源。
2. クリスマス タイム（「Barbier guest vocal IZUMI SAKAI」名義）
3. LOVE 〜眠れずに君の横顔ずっと見ていた〜（「Barbier guest vocal IZUMI SAKAI」名義）
4. 異邦人（「TAK MATSUMOTO featuring ZARD」名義）
オリジナルではカップリングに収録されていた、TAK MATSUMOTO featuring 松田明子による「雨の街を」と「雨の街を ［VOCAL LESS］」が省かれた特別仕様盤。
5. 約束のない恋
2002年、ファンクラブ限定で発売されたCD-BOX『PREMIUM BOX 1991-2001』の特典として初収録されたスペシャルシングル（このCD-BOXは、2004年にライブ会場限定でも発売された）。

### 特典DVD
- 「こんなにそばに居るのに」
- 2007.6.26-27 青山斎場「ZARD/坂井泉水さんを偲ぶ会」
- 2007.9.14 LIVE at 日本武道館 DOCUMENT〜こんなにそばに居るのに

## 封入特典
- ディスコグラフィー冊子付き
- ZARDアルバムジャケットカード（19枚セット）